# Stora Kalvagölen
Stora Kalvagölen är en sjö i Nybro kommun i Småland och ingår i Snärjebäckens huvudavrinningsområde. Sjöns area är 0,012 kvadratkilometer och den befinner sig 121,1 meter över havet.